# Conjunt d'habitatges plurifamiliars a la Rambla de Prat
El conjunt d'habitatges plurifamiliars a la Rambla de Prat es troba a la vila de Gràcia i està catalogat com a bé cultural d'interès local.

## Història
Aquests terrenys formaven part de la finca de La Fontana, la major part de la qual fou venuda el 1901 per Maria del Carme de Pastors i de Marenges, vídua de Josep Maria de Prat i d'Abadal (†1888), a la societat M. Arnús i Cia, representada per Manuel Arnús i Fortuny i Josep Garí i Cañas.
El número 6, propietat de Francesc Cairó, va ser projectat el 1904 per l'arquitecte Domènec Boada.

## Descripció
Es tracta d'un conjunt d'edificis molt homogenis entre mitgeres de planta baixa (destinada íntegrament a habitatges, excepte el núm. 10, que té una botiga) i cinc pisos, així com un terrat superior.
Tot i que construïts en diferents fases en quasi 20 anys, la concepció estilística de les façanes és molt unitària. Els edificis núms. 4 i 10 compten amb dos balconades per planta, excepte la segona planta, que combina balcó i finestra. Els núms. 6 i 8 compten amb quatre obertures unides per un únic balcó a la primera planta, mentre que a la resta combina dos balconades al centre amb dues finestres a cada banda, i estan encapçalats per un coronament central de volutes amb motius florals.
Pel que fa als trets decoratius de la façana, cal destacar les finestres de la planta baixa. Aquestes, de tendència quadrangular, tenen una columna central coronada per un capitell decorat amb motius foliacis. Per sobre, tot el conjunt té una testera amb grans motius de fulles i vegetals, no florals. Entre aquestes finestres i els sòcols també hi ha motius decoratius similars. Els balcons de tots quatre edificis presenten una planta lobulada i més o menys llarga segons si disposa d'una o dos entrades. Tots ells estan coronats per un capçal profusament decorats en tres parts, totes elles amb motius vegetals. Tot i que de mides diferents, depenent de si es troben sobre una finestra o un balcó, els capçals són molt homogenis pel que fa a les morfologies i motius decoratius. Les portes dels núms. 6 i 8 estan emmarcades en fusta creant quatre espais de vidre. Els marcs tenen formes sinuoses i en el tram central i superior hi ha motius decoratius vegetals.
L'ampliació arquitectònica i l'evolució del conjunt es veuen reflectits en les portes recents dels núms. 4 i 10, així com en modificacions en el sòcol.